# Reflections of A. E. van Vogt
Reflections of A. E. van Vogt est une autobiographie écrite en 1975 par A. E. van Vogt (Canada) et n'est pas traduite en français.
L'ouvrage contient une photographie de l'auteur, ainsi qu'une photographie de sa première épouse, Edna Mayne Hull.

## Contenu
- dédicace à Tom Collins ;
- préface de Forrest J. Ackerman (agent littéraire de van Vogt aux États-Unis);
- préface d'A. E. van Vogt ;
- autobiographie créée à partir de la transcription d'une douzaine d'heures d'interview réalisée par Elisabeth Dixon ;
- bibliographie (établie par A. E. van Vogt en 1975).